# نادي أيليفين فوتبول برو
نادي أيليفين فوتبول برو، أو EFP، هو نادي كرة قدم نسائي مقره في ذوق مصبح، لبنان، تأسس في عام 2019، وشارك في منافسات الدوري اللبناني لكرة القدم للسيدات وفاز بكأس لبنان للسيدات.

## روابط خارجية
- الموقع الرسمي